# Grapsus
Grapsus is een geslacht van krabben uit de familie van de Grapsidae.

## Soorten
- Grapsus albolineatus Latreille in Milbert, 1812
- Grapsus adscensionis (Osbeck, 1765)
- Grapsus fourmanoiri Crosnier, 1965
- Grapsus grapsus (Linnaeus, 1758)
- Grapsus granulosus H. Milne-Edwards, 1853
- Grapsus huzardi Desmarest, 1825
- Grapsus intermedius De Man, 1888
- Grapsus (Pachysoma) intermedius De Haan, 1835>
- Grapsus longitarsis Dana, 1851
- Grapsus tenuicrustatus (Herbst, 1783)